# Вілька Терехівська
Вілька Терехівська (Вулька-Тереховська, пол. Wólka Terechowska) — село в Польщі, у гміні Черемха Гайнівського повіту Підляського воєводства. Населення — 97 осіб (2011).

## Історія
Вперше згадується в XVIII столітті. Належало до маєтку Терехи.
У 1975—1998 роках село належало до Білостоцького воєводства.

## Демографія
Демографічна структура станом на 31 березня 2011 року:
|          | Загалом | Допрацездатний вік | Працездатний вік | Постпрацездатний вік |
| -------- | ------- | ------------------ | ---------------- | -------------------- |
| Чоловіки | 54      | 5                  | 34               | 15                   |
| Жінки    | 43      | 5                  | 17               | 21                   |
| Разом    | 97      | 10                 | 51               | 36                   |

## Культура
У 1990-ті роки в селі діяв фольклорний жіночий колектив.

## Релігія
На сільському цвинтарі міститься каплиця святої Анни.